# غزو جزر فوكلاند 1982
في 2 أبريل 1982 ، شنت القوات الأرجنتينية غزو جزر فوكلاند (الإسبانية: جزر مالفيناس). وقد قام الأرجنتينيون بعمليات إنزال برمائية، وانتهى الغزو بتسليم دار الحكومة.

## الدفاع
أبلغت الحكومة البريطانية حاكم ريكس هانت باحتمال غزو أرجنتيني في 1 أبريل 1982. في الساعة الثالثة والنصف من بعد ظهر ذلك اليوم، تلقى برقية من وزارة الخارجية وشؤون الكمنولث قالت فيها: لدينا أدلة موثوقة على ما يبدو بأن مجموعة العمل الأرجنتينية يمكن أن تجتمع في ستانلي غدا عند الفجر. سوف ترغب في اتخاذ الترتيبات الخاصة بك وفقا لذلك.

### القوات المعنية
استدعى الحاكم اثنين من كبار ضباط البحرية الملكية في الحزب البحري 8901 إلى مقر الحكومة في ستانلي لمناقشة الخيارات للدفاع عن جزر فوكلاند. وقال خلال الاجتماع: «يبدو أن الأوغاد على محمل الجد».
أعطي الرائد مايك نورمان القيادة العامة لقوات المارينز بسبب أقدميته ، بينما أصبح الميجور جاري نوت المستشار العسكري للحاكم هانت. كان إجمالي القوة 68 من مشاة البحرية و 11 بحارًا ، وهو أعلى مما كان متاحًا في المعتاد نظرًا لأن الحامية كانت تتغير - وكان كل من البدلاء والقوات الذين كانوا يستعدون للمغادرة موجودين في جزر فوكلاند وقت الغزو.
تم تخفيض هذا إلى 57 عندما شرع 22 من مشاة البحرية الملكية على متن السفينة دورية أنتاركتيكا HMS التحمل لمراقبة الجنود الأرجنتينيين المتمركزين في جورجيا الجنوبية. أعلنت البحرية الملكية، والمؤلف رسل فيليبس أن ما مجموعه 85 من جنود المارينز كانوا موجودين في ستانلي.
وقد عزز عددهم ما لا يقل عن 25 من أفراد قوة دفاع جزر فوكلاند. غراهام باوند ، أحد سكان الجزر الذي عاش خلال الاحتلال الأرجنتيني ، يورد في كتابه سكان جزر فوكلاند في الحرب بأن العدد الأكبر من أفراد قوة دفاع جزر فوكلاند البالغ عددهم 40 فردا (بما في ذلك 15 عضوًا سابقًا في قوات دفاع جزر فوكلاند) قد أبلغ عن أداء واجبهم في قاعة المحاكاة. قام قائدهم ، الرائد فيل سامرز ، بتكليف رجال الميليشيا المتطوعين (بمن فيهم ابنه برايان سامرز) بحراسة النقاط الرئيسية مثل مقسم الهاتف ، ومحطة الراديو ومحطة الكهرباء.

## الحواشي
1. ↑  Insight team Sunday Time (1982), Chapter I: Surrender (I) and Chapter VIII: An ungentlemanly act. There is a mention of volunteers, such as Jim Fairfield, a former marine, Bill Curtis, a Canadian national and air controller and the skipper Jack Sollis, captain of the Forrest. Rex Hunt himself was armed with a براوينغ هاي باور pistol.
2. ↑  Mayorga, Part I, Chapters VI and VII. He accounts 84 elite troops, another 16 tactical divers marking the landing zone, 21 amtracs (20 of them with 25 marines each, the other was a command vehicle), and 25 Army riflemen landed by helicopter on Stanley airport.
3. ↑  The highest figure includes the British civilian servants at Government House.
4. 1 2  Mayorga, pp. 195–196: MV Forrest, MV Monsunen and the small tug Lively.
5. ↑  Barker, p. 219: James Caird, left behind by HMS Endurance.
6. ↑  Andrada, p. 59: 1 بريتن نورمان ايلاندر, 2 سيسنا 172s.
7. ↑  Un caso singular. CNIM VGM (R) Hugo Jorge Santillán نسخة محفوظة 05 سبتمبر 2018 على موقع واي باك مشين.